# Кронова група

T1 і C2 — сестринські групи, C1 і C2 — кронові групи, S1 — стовбурова група

Кронова група — це сукупність видів, що складається з живих представників колекції, останнього спільного предка колекції та всіх нащадків останнього спільного предка. Отже, це спосіб визначення клади, групи, що складається з виду та всіх його живих чи вимерлих нащадків. Наприклад, Neornithes (птахи) можна визначити як кронову групу, яка включає останнього спільного предка всіх сучасних птахів і всіх його нащадків (вимерлих і живих).
Концепцію розробив Віллі Генніг, творець філогенетичної систематики, як спосіб класифікації живих організмів відносно їхніх вимерлих родичів у його «Die Stammesgeschichte der Insekten», а термінологію груп «кронова» та «стовбурова» придумав Р. П. С. Джеффріс у 1979 році. Попри те, що цей термін було сформульовано у 1970-х роках, його не вживали широко, доки його повторно не ввели у 2000 році Грем Бадд і Сорен Єнсен.